# Wojny moskiewskie

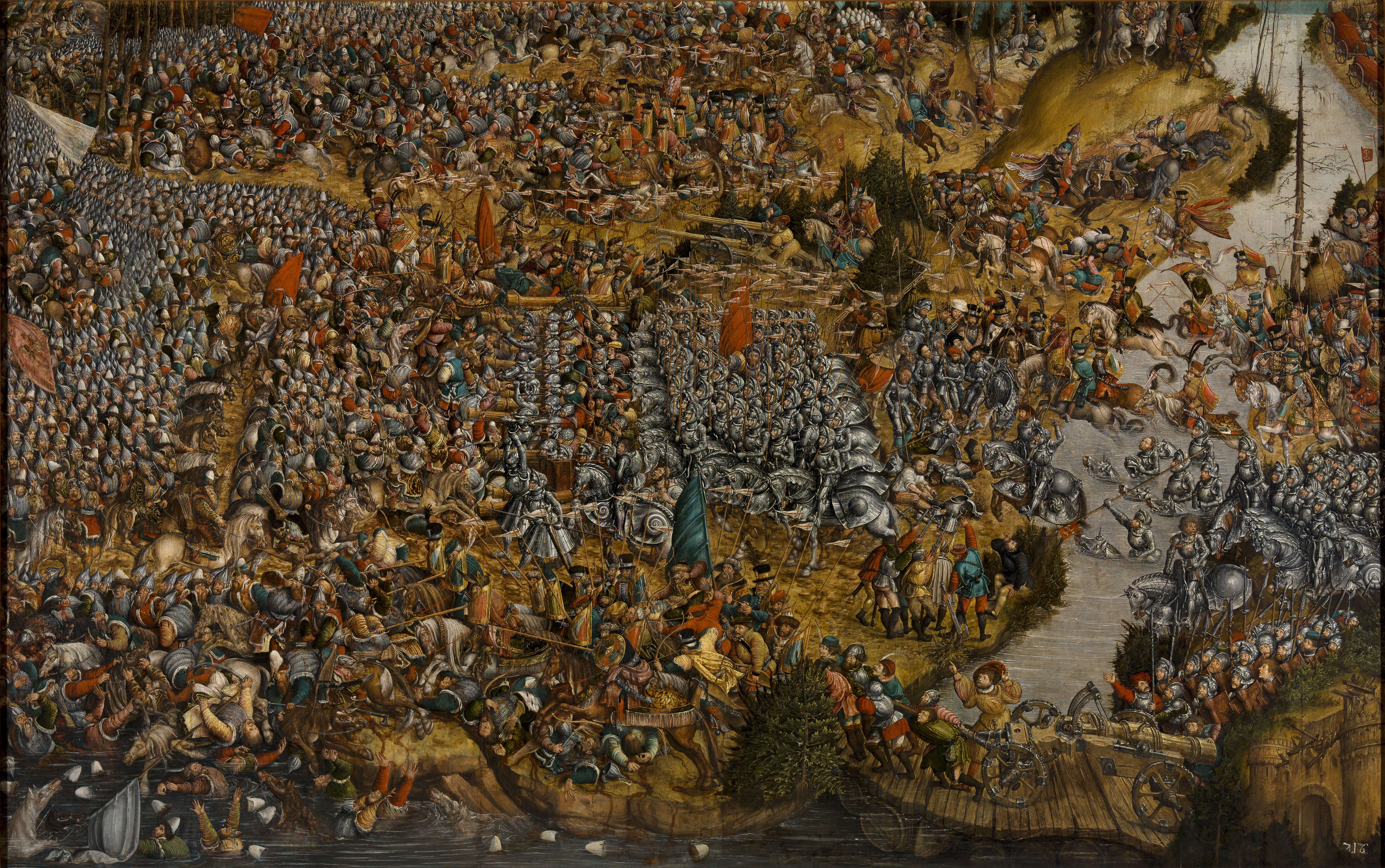
Bitwa pod Orszą, 1514

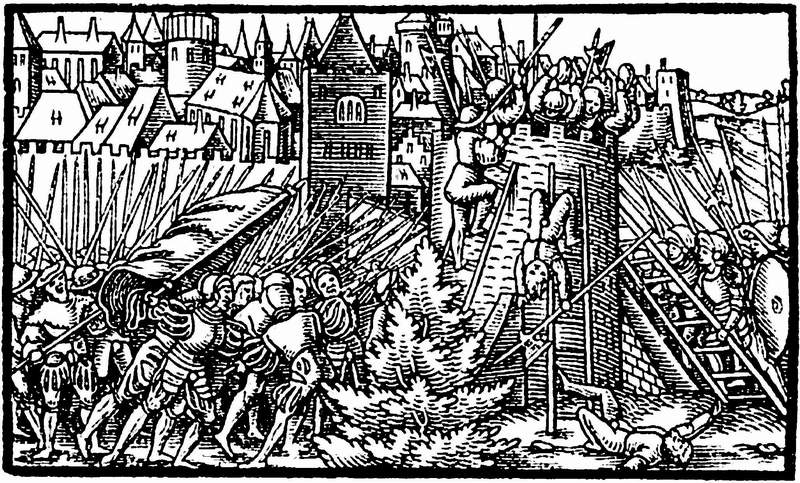
Szturm Rosjan na Połock w 1563

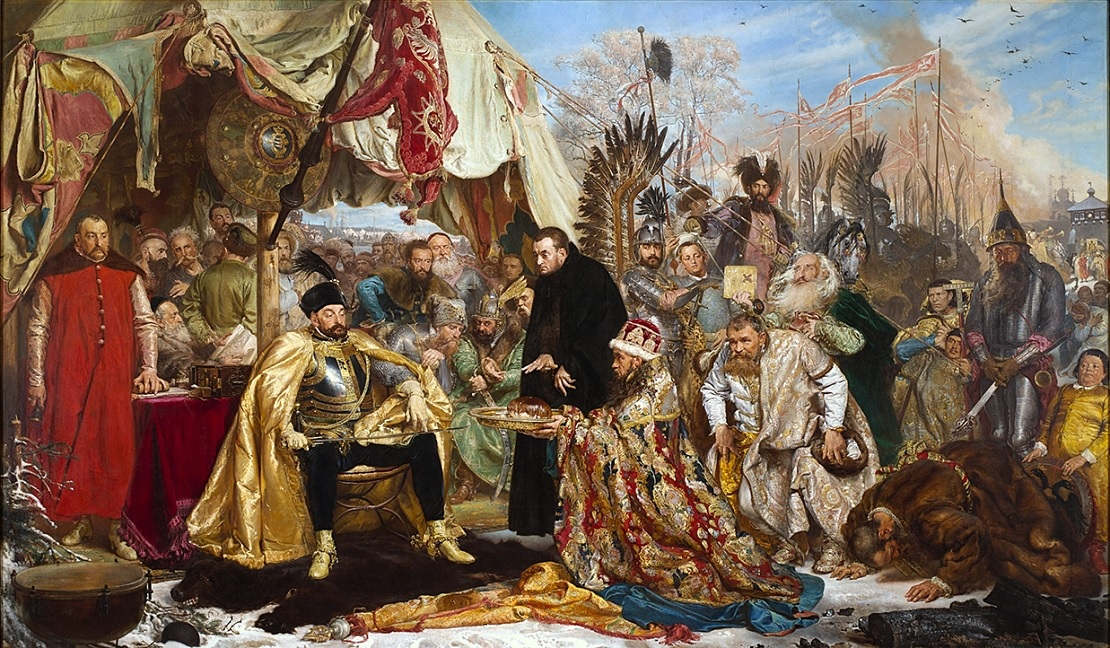
Jan Matejko, Stefan Batory pod Pskowem, 1872

Wojny moskiewskie – wojny toczone w XVI w. między Koroną Królestwa Polskiego i Wielkim Księstwem Litewskim a Wielkim Księstwem Moskiewskim (od 1547 Carstwem Moskiewskim), będące kontynuacją prowadzonych w XIV i XV w. wojen litewsko-moskiewskich.

## Przyczyny
Przyczyną ciągłych zbrojnych konfliktów Litwy z Moskwą było dążenie Moskwy do podboju ziem ruskich. Wymagało to przyłączenia tych ziem ruskich, które znajdowały się w bezpośrednim władaniu Wielkiego Księstwa Litewskiego oraz niektórych księstw uznających nominalną władzę Litwy. Drugą przyczyną wojen była chęć wywalczenia przez Rosję dostępu do Morza Bałtyckiego.

## Przebieg
Za panowania wielkiego księcia Iwana III Srogiego Wielkie Księstwo Moskiewskie zaatakowało Wielkie Księstwo Litewskie i wyniku dwóch wojen (wojny litewsko-moskiewskiej 1492-1494 i wojny litewsko-moskiewskiej 1500-1503, patrz bitwa nad Wiedroszą) zajęło Wiaźmę i ziemie nad górną Oką (Księstwa Wierchowskie), wschodnią część ziemi smoleńskiej i ziemie czernihowską i siewierską nad Desną. Po tych niepowodzeniach Litwa, gdzie panował Aleksander Jagiellończyk, zaczęła pomocy szukać u Polski i stopniowo wciągnęła ją w długotrwały konflikt na wschodzie. Za panowania Zygmunta I Starego (1467–1548) działania wojenne były wznawiane trzykrotnie: wojna litewsko-moskiewska (1507–1508) rozpoczęta przez Moskwę zakończyła się podpisaniem 8 października 1508 pokoju wieczystego, na mocy którego Litwa utrzymała swój stan posiadania. Już jednak w 1512 Wielkie Księstwo Moskiewskie zaatakowało Litwę, rozpoczynając wojnę litewsko-moskiewską 1512-1522. W sierpniu 1514 wojska moskiewskie zdobyły Smoleńsk. Tego samego roku razem z Polakami, Litwini odnieśli zwycięstwo w bitwie pod Orszą 8 września 1514, Smoleńska jednak nie odzyskali. Wojna litewsko-moskiewska (1534–1537)  toczyła się za panowania Zygmunta I Starego. Litwa, korzystając z kryzysu w państwie moskiewskim oraz nie godząc się ze stratami terytorialnymi poniesionymi w poprzednich latach rozpoczęła działania wojenne i wspólnie z Polakami, dowodzonymi przez hetmana wielkiego koronnego Jana Tarnowskiego zajęła ziemię siewierską i Homel. Zawarty rozejm nie przyniósł większych zmian terytorialnych. Litwa zatrzymywała zdobyty Homel, Rosja natomiast swoje zamki, Siebież i Wieliż, zbudowane na zdobytych ziemiach. Za panowania Zygmunta II Augusta (1548–1572) car Iwan IV Groźny zaatakował Inflanty i zdobył Połock (1563), rozpoczynając wojnę litewsko-moskiewską 1558-1570 (I wojna północna) (1563–1570). Był to fragment europejskich zmagań o Inflanty. W wojnach o Inflanty państwo polsko-litewskie występowało początkowo w sojuszu z Danią przeciw Rosji i Szwecji. Po kilku latach nastąpiło odwrócenie przymierzy: Dania przeszła na stronę Rosji, Polska zaś porozumiała się ze Szwecją. Wyczerpująca i kosztowna wojna przyniosła każdemu z czterech państw zdobycze w Inflantach. Zawarty w 1570 trzyletni rozejm polsko-rosyjski przyznawał Rosji Narwę i Połock, a Litwie Rygę. Kolejna wojna z Rosją rozpoczęła się za panowania Stefana Batorego (1576–1586). Rosjanie wykorzystując wewnętrzne trudności Polski (wojna Rzeczypospolitej z Gdańskiem) w 1577 opanowali całe południowe Inflanty, aż po Dźwinę. Obroniły się tylko Ryga i Rewel. Wybuchła wojna polsko-rosyjska (1577–1582).
Stefan Batory przeprowadził trzy operacje zaczepne, wnikając głęboko na terytorium Rosji by odciąć Inflanty od Moskwy. W kolejnych kampaniach zdobył Połock (1579), Wielkie Łuki (1580) oraz rozpoczął oblężenie Pskowa (1581). Sukcesy wojsk polskich i pośrednictwo legata papieskiego Antonio Possevina doprowadziły do zawarcia rozejmu w Jamie Zapolskim w 1582 roku.

## Skutki
Ponawiane w pierwszej połowie XVI wieku ataki Wielkiego Księstwa Moskiewskiego z całą jaskrawością ukazały słabość Wielkiego Księstwa Litewskiego, które od 1512 po prostu nie mogło się obejść bez pomocy wojsk koronnych. Było to jedną z przesłanek utworzenia jednego państwa i zawarcia unii lubelskiej w 1569. Stałe rosyjskie zagrożenie dla Inflant, spowodowało ostatecznie sekularyzację inflanckiej gałęzi zakonu krzyżackiego i utworzenie lennego wobec Polski księstwa Kurlandii i Semigalii w 1561. Jakkolwiek Polska i Litwa zepchnięte zostały do defensywy, to udało się im powstrzymać plany ekspansji Iwana IV Groźnego, którego ambicje sięgały opanowania Inflant.